# Nœud plat
Le nœud plat ou nœud droit, est un nœud d'ajut très courant, constitué de deux demi-clés de sens inversés. 
Le nœud de ris est une variante gansée d'un seul courants qui constitue un nœud de base dans la marine à voile. Le nœud de rosette, variante gansée des deux courants du nœud plat, est utilisé pour faire le laçage de chaussures.

## Utilisations
Le nœud plat sert à relier deux extrémités d'un cordage de même diamètre et de même texture. 
Utilisé pour serrer un cordage autour d'un objet, il permet ainsi diverses attaches courantes, par exemple pour fermer un sac, attacher un bandage, ou nouer un colis.  
Ce nœud est également utilisé en chirurgie pour effectuer une suture sur une plaie ou une ligature sur un vaisseau.

## Variantes

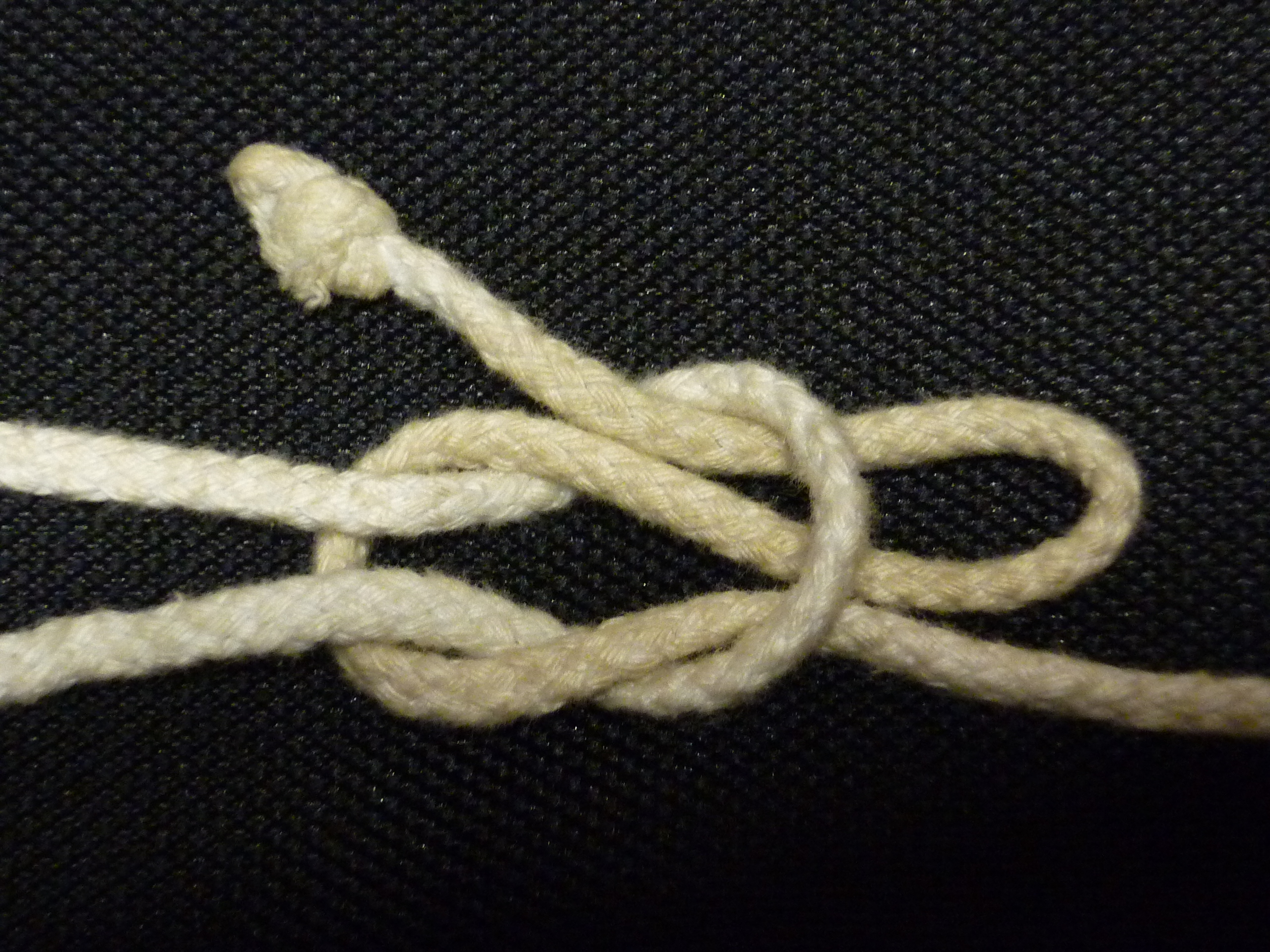
Le nœud de ris est un nœud plat gansé très utilisé en voile

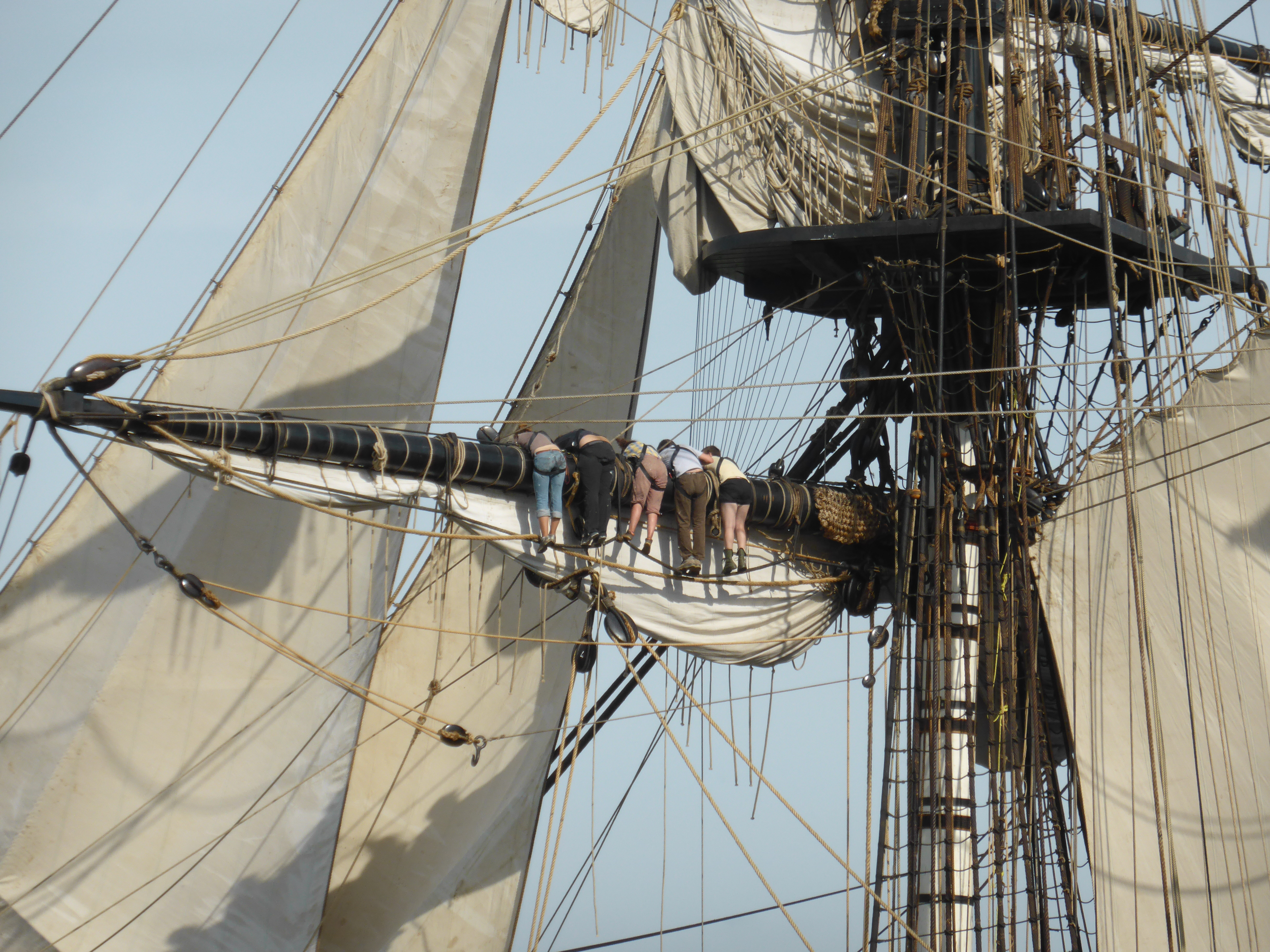
Attache des voiles sur lHermione en nouant les garcettes de ris.

### Le nœud de ris: une variante dans la marine à voile
Le nœud plat peut être difficile à défaire s'il a subi de fortes tensions, ou s'il a été mouillé.
Dans la marine à voile, on lui ajoute une ganse pour constituer un nœud de base appelé « nœud de ris »,, ou « nœud de vache gansé »,.
Le nœud de ris est utilisé principalement pour attacher les voiles aux vergues (on parle de ferler une voile) à l'aide des garcettes de ris ou pour réduire la voilure (prise de ris).  
Le nœud de ris permet une solide accroche tout en étant facilement détachable, même avec des cordages mouillés,. Pour détacher le nœud de ris, il suffit de tirer sur la ganse pour libérer l'ensemble, quelle que soit la tension sur le cordage. 
Pour faciliter son ouverture, on peut aussi lui ajouter un martyr (tige en bois ou en métal), placé entre deux demi-nœud ,.  

### Le nœud de rosette
Une autre variante du nœud plat est utilisée pour lacer des chaussures, cette fois avec deux ganses, variation appelée nœud de rosette.

## Histoire
Le nœud plat existait déjà au Ier siècle, comme en témoigne une monographie du médecin grec Heraklas (en) portant sur les nœuds et bandages chirurgicaux.

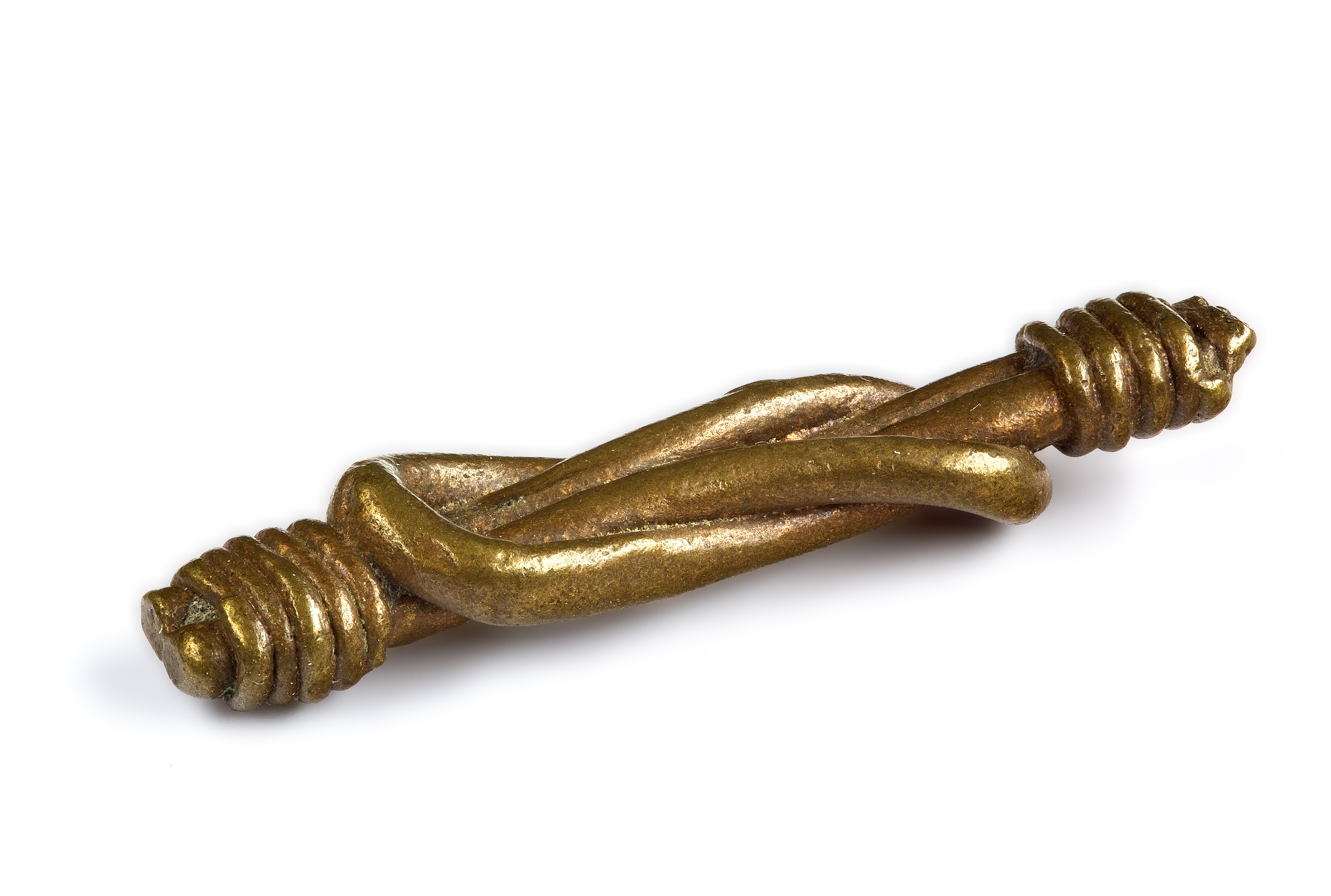
Poids à peser l'or Akan - Nœud plat– Muséum de Toulouse

## Nouage
Le nouage consiste à former une demi-clé, puis une seconde mais dans le sens inverse, de sorte que le courant et dormant de chaque brin sortent par le même côté dans chaque boucle. 

## Sécurité

### Erreur possible et contrôle du nœud
Une erreur de nouage peut produire le nœud en queue de cochon (ou nœud de vache, à ne pas confondre avec le nœud de vache gansé). Le nœud en queue de cochon, de moins bonne tenue, ressemble au nœud plat, mais ses brins alternent "dessus-dessous". 
Les deux brins en tension doivent être du même côté et jamais en diagonale, sinon le nœud peut glisser, cette erreur produisant un nœud de voleur (les bouts de brins sortent sur des diagonales opposées contrairement au nœud plat).

Pour contrôler la bonne exécution du nœud, il est donc nécessaire de vérifier : que les deux brins dans chaque boucle sortent parallèles, du même côté de la boucle ; que les deux extrémités de cordage en tension ne sortent pas en diagonale. 

Nœud plat correct
Nœud en queue de cochon
Nœud de voleur

### Sécurité liée à la tension
Ce nœud étant simple et courant, il peut être utilisé, à tort, sur des cordages soumis à des tensions. 
Même correctement réalisé, il risque de se défaire s'il est soumis à des secousses, de fortes tensions, ou des tensions qui ne soient équivalente des deux côtés. Le nœud plat a tendance à glisser,  ce risque a fait dire à Clifford Warren Ashley, auteur de The Ashley Book of Knots, « Le nœud plat est sans doute responsable à lui seul de plus de morts que tous les autres réunis ».
Pour une utilisation en tension, il est donc recommandé de l'assurer à l'aide d'autres nœuds, ou simplement de le remplacer par un nœud d'écoute. C'est pour cela qu'en marine, il n'est presque exclusivement réservé qu'à l'attache des voiles (nœud de ris).

### Sécurité liée à l'usage de cordages différents
Lorsque les cordages ne sont pas de même diamètre, il faut lui préférer le nœud d'écoute. Il en va de même s'il y a une différence de texture ou d'élasticité liée à une différence de composition ou d'âge, car il est alors possible d'observer un glissement des brins.